# Брун Силва Акоста, Дейверсон
Дейверсон Брун Силва Акоста (порт. Deyverson Brum Silva Acosta; 8 мая 1991 года, Рио-де-Жанейро) — бразильский футболист, нападающий клуба «Куяба».

## Биография
В начале сезона 2011/12 игравший тогда за скромный бразильский «Гремио Мангаратибенсе» Дейверсон перешёл в португальскую «Бенфику», но выступал за резервную команду во Второй лиге. В начале августа 2013 года Дейверсон подписал 4-летний контракт с клубом Примейры «Белененсиш». 18 августа он дебютировал в главной португальской лиге, выйдя на замену в домашнем поединке против «Риу Аве». 12 апреля 2014 года Дейверсон впервые забил в Примейре, сравняв счёт в домашней встрече с «Гимарайншем». В первой половине чемпионата 2014/15 Дейверсон забил уже 8 мячей в 16 играх за «Белененсиш». 2 февраля 2015 года бразилец на полгода был отдан в аренду команде немецкой Бундеслиги «Кёльн». Однако за козлов Дейверсон лишь по разу отличился забитым мячом в чемпионате и кубке Германии. В рамках Бундеслиги он забил «Айнтрахту», а в рамках Кубка Германии — «Фрайбургу».
27 июля 2015 года Дейверсон подписах 4-летнее соглашение с клубом испанской Примеры «Леванте». В сезоне 2015/16 Дейверсон стал лучшим бомбардиром команды с девятью мячами, которые однако не помогли клубу по итогам турнира остаться в Примере.
21 июля 2016 года бразилец был арендован вышедшим в Примеру «Алавесом». Дейверсон помог этой команде дойти до финала Кубка Испании 2016/17.
С 2017 года выступает за «Палмейрас». Вместе с «зелёными» в 2018 году стал чемпионом Бразилии. В начале 2020 года на правах аренды перешёл в «Хетафе». В сентябре перешёл в «Алавес», в котором играл до завершения сезона 2020/21. После возвращения в «Палмейрас» стал регулярно играть за основу — как в стартовом составе, так и выходня на замену. Дейверсон провёл пять матчей в розыгрыше Кубка Либертадорес 2021. В финальном матче против «Фламенго» Дейверсон вышел на замену Рафаэлу Вейге на 90 минуте. На пятой минуте дополнительного времени Дейверсон забил победный мяч, принёсший «Палмейрасу» третий в истории и второй подряд Кубок Либертадорес. Дейверсон был признан лучшим игроком финала.

## Титулы и достижения
Командные
- Чемпион Бразилии (1): 2018
- Вице-чемпион Бразилии (1): 2017
- Финалист Кубка Испании (1): 2016/17
- Обладатель Кубка Либертадорес (1): 2021

Личные
- Лучший игрок финала Кубка Либертадорес (1): 2021